# Ра'зак
Ра'Зак (на английски: The Ra'zac) са измислени персонажи от трилогията „Наследството“ на американския писател Кристофър Паолини. Те са чудовищни създания, които ядат хора и служат на злия император Галбаторикс.
Те носят черни роби. Лицата им са бръмбаровидни. Имат човка на мястото на устата и носа. Имат напълно черни очи. В книгите се споменава, че могат да убиват само с дъха си, но не могат да използват магия както Ерагон и Сапфира.